# Greg Lake (album)
| Recensione   | Giudizio    |
| ------------ | ----------- |
| AllMusic     | [ 1 ]       |
| Sputnikmusic | 3.3 (Great) |

Greg Lake è il primo album discografico del cantante inglese Greg Lake, pubblicato dalla casa discografica Chrysalis Records nell'ottobre del 1981.

## Storia
L'album fu registrato in parte in Inghilterra e in parte negli Stati Uniti (Los Angeles) con la partecipazione di sessionmen come Gary Moore, Steve Lukather, Jeff Porcaro e il sassofonista della E Street Band Clarence Clemons.

## Accoglienza
L'album raggiunse la sessantaduesima posizione (19 dicembre 1981) della classifica statunitense Billboard 200.
Il brano Let Me Love You Once raggiunse la 48 posizione (26 dicembre 1981) nella Chart Billboard The Hot 100.

## Tracce
Lato A
1. Nuclear Attack – 4:27 (Gary Moore)
2. Love You Too Much – 3:55 (Bob Dylan, Helena Springs, Greg Lake)
3. It Hurts – 4:27 (Greg Lake)
4. Black and Blue – 3:56 (Greg Lake)
5. Retribution Drive – 5:03 (Greg Lake, Tony Benyon, Tommy Eyre)

Lato B
1. Long Goodbye – 3:55 (Greg Lake, Tony Benyon, Tommy Eyre)
2. The Lie – 4:44 (Greg Lake, Tommy Eyre, Tony Benyon)
3. Someone – 4:08 (Tommy Eyre, Greg Lake, Tony Benyon)
4. Let Me Love You Once – 4:16 (Steve Dorff, Molly Ann Leiken)
5. For Those Who Dare – 3:53 (Greg Lake, Tony Benyon)

## Musicisti
- Greg Lake - voce solista
- Gary Moore - chitarre
- Tommy Eyre - tastiere
- Tristram Margetts - basso
- Ted McKenna - batteria

Altri musicisti
- Steve Lukather - chitarra
- Dean Parks - chitarra
- Snuffy Walden - chitarra
- Bill Cuomo - tastiere
- Greg Matheson - tastiere
- David Hungate - basso
- Michael Giles - batteria
- Jode Leigh - batteria
- Jeff Porcaro - batteria
- Clarence Clemons - sassofono
- Willie Cochrane - cornamusa
- David Milner - cornamusa

Note aggiuntive
- Greg Lake - produttore (eccetto brano: It Hurts)
- Alex Grobb - produttore (solo il brano: It Hurts)
- Hayden Bendall - ingegnere delle registrazioni
- Brian Robson - ingegnere delle registrazioni
- Steve Short - ingegnere delle registrazioni
- Paul Dobe - ingegnere delle registrazioni
- Harold Blumberg - ingegnere delle registrazioni
- John Timperly - ingegnere delle registrazioni
- Nigel Walker - ingegnere delle registrazioni
- Tony Benyon - concept copertina album
- John Pasche - art direction (grafica)[7]